# Araucaria montana
Araucaria montana ist eine Pflanzenart aus der Gattung der Araukarien (Araucaria). Es handelt sich um einen Endemiten der zu Neukaledonien gehörenden Inseln Grande Terre und Île Art.

## Beschreibung
Araucaria montana wächst als säulenförmiger, immergrüner Baum, der Wuchshöhen von 10 bis 40 Metern erreichen kann. Die dunkelbraune oder graue Borke blättert in dünnen Streifen oder Schuppen ab. Die Äste werden 1,5 bis 2,2 Zentimeter dick.
An jungen Exemplaren sind die Blätter schuppenartig und besitzen eine eingekrümmte Spitze. Sie sind bei einer Länge von rund 10 Millimetern und einer Breite von 4 bis 5 Millimetern ei- bis lanzettförmig geformt. An älteren Exemplaren sind die sich locker dachziegelartig überdeckenden, schuppenartigen Blätter bei einer Länge von 11 bis 14 Millimetern und einer Breite von 7 bis 8 Millimetern eiförmig mit einer ausgeprägten Mittelrippe. Die eingekrümmte Spitze ist spitz oder stumpf.
Die männlichen Blütenzapfen sind bei einer Länge von 8 bis 13,5 Zentimetern und einem Durchmesser von 2 bis 2,8 Zentimetern zylindrisch geformt. Sie enthalten dreieckige Mikrosporophylle mit zwölf Pollensäcken. Die weiblichen Zapfen besitzen eine Länge von 8 bis 9 Zentimetern und einen Durchmesser von 6 bis 8 Zentimetern. Der bei einer Größe von rund 3,2 Zentimetern längliche Samen besitzt einen ovalen Flügel.

## Vorkommen
Das natürliche Verbreitungsgebiet von Araucaria montana umfasst die ganze, zu Neukaledonien gehörende Insel Grande Terre. Ein isoliertes Vorkommen existiert auf der zu den Belep-Inseln gehörenden Île Art.
Araucaria montana gedeiht in Höhenlagen zwischen 200 und 1400 Metern. Die Art wächst auf Böden, die sich auf ultramafischem Gestein entwickeln. Sie kommt vor allem in hohen Dickichten und in feuchten Regenwäldern vor.

## Systematik
Araucaria montana gehört zur Sektion Eutacta innerhalb der Gattung der Araukarien (Araucaria). Die Erstbeschreibung als Araucaria montana erfolgte 1871 durch Adolphe Brongniart und Jean Antoine Arthur Gris in Annales des Sciences Naturelles; Botanique, sér. 5 13, S. 358.

## Gefährdung und Schutz
Araucaria montana wird in der Roten Liste der IUCN als „gefährdet“ geführt. Sie hat das größte Verbreitungsgebiet von allen in Neukaledonien vorkommenden Araukarien-Arten. Es wird jedoch angenommen, dass die Bestände in den nächsten hundert Jahren um rund 30 % zurückgehen. Als Hauptgefährdungsgrund werden der Bergbau und die damit verbundenen Aktivitäten wie Straßenbau und Abräumlager genannt. Weiters stellen Waldbrände eine Gefahr dar.